# Webテスト
Webテストとは、就職活動において自宅や学校などのパソコンから受験する試験である。
複数の会社からいくつかの試験の種類がある。主に、言語、計数（非言語）、英語、性格などがあるが、受験する企業によって科目が限定される場合がある。

## Webテストの種類

### 玉手箱シリーズ
日本エス・エイチ・エル社製。
テスト科目として、言語、計数、英語、性格（パーソナリティ）、意欲（モチベーションリソース）がある。

### Web-CAB
日本エス・エイチ・エル社製。
テスト科目として、言語、計数、英語、適性検査がある。

### Webテスティングサービス
筆記試験のSPI2と同じく、リクルートマネージメントソリューションズ社製。

### TG-Web
ヒューマネージ社製。

### リクルーティングウィザード
イー・キュー・ジャパン社製。
テスト科目自体は1科目だけだが、1科目に言語や計数などの問題がまとめて出題される。